# Serica rectidens
Serica rectidens är en skalbaggsart som beskrevs av Ahrens och Fabrizi 2009. Serica rectidens ingår i släktet Serica och familjen Melolonthidae. Inga underarter finns listade i Catalogue of Life.